# Josh Harrop
Josh Harrop, né le 15 décembre 1995 à Stockport, est un footballeur anglais qui évolue au poste de milieu de terrain à Cheltenham Town.

## Biographie

### En club
Formé à Manchester United, Josh Harrop dispute sa première rencontre avec les Red Devils en étant titulaire lors d'un match de Premier League contre Crystal Palace le 21 mai 2017. Il se démarque en ouvrant le score au quart d'heure de jeu et est élu homme du match. Il devient ainsi le centième buteur différent de Manchester United en Premier League.
Arrivé au terme de son contrat et ne désirant pas prolonger, il s'engage pour quatre saisons avec Preston North End le 23 juin 2017. Le 12 août suivant, il joue son premier match avec le club de Championship contre Leeds United (0-0). Harrop marque son premier but avec Preston face à Cardiff City le 12 septembre 2017.
Le 20 janvier 2021 il est prêté à Ipswich Town.
Le 22 janvier 2024 il rejoint Cheltenham Town.

## Statistiques
| Saison                | Club                  | Championnat           | Championnat | Championnat | Coupe(s) nationale(s) | Coupe(s) nationale(s) | Total | Total |
| Saison                | Club                  | Division              | M.          | B.          | M.                    | B.                    | M.    | B.    |
| 2016-2017             | Manchester United     | Premier League        | 1           | 1           | -                     | -                     | 1     | 1     |
| Sous-total            | Sous-total            | Sous-total            | 1           | 1           | -                     | -                     | 1     | 1     |
| 2017-2018             | Preston North End     | Championship          | 38          | 2           | 1                     | 2                     | 39    | 4     |
| 2018-2019             | Preston North End     | Championship          | 8           | 0           | 3                     | 0                     | 11    | 0     |
| 2019-2020             | Preston North End     | Championship          | 32          | 5           | 4                     | 3                     | 36    | 8     |
| 2020-2021             | Preston North End     | Championship          | -           | -           | 3                     | 1                     | 3     | 1     |
| Sous-total            | Sous-total            | Sous-total            | 78          | 7           | 11                    | 6                     | 89    | 13    |
| Total sur la carrière | Total sur la carrière | Total sur la carrière | 79          | 8           | 11                    | 6                     | 90    | 14    |